# Тшетшевіна
Тшетшевіна (пол. Trzetrzewina) — село в Польщі, у гміні Хелмець Новосондецького повіту Малопольського воєводства.
Населення — 1720 осіб (2011).

## Демографія
Демографічна структура станом на 31 березня 2011 року:
|          | Загалом | Допрацездатний вік | Працездатний вік | Постпрацездатний вік |
| -------- | ------- | ------------------ | ---------------- | -------------------- |
| Чоловіки | 878     | 242                | 570              | 66                   |
| Жінки    | 842     | 240                | 466              | 136                  |
| Разом    | 1720    | 482                | 1036             | 202                  |